# Karl Girkmann
Karl Girkmann (* 22. März 1890 in Wien; † 14. Juli 1959 ebenda) war ein österreichischer Bauingenieur und Hochschullehrer. Er war Rektor der Technischen Hochschule Wien.

## Leben
Karl Girkmann studierte Bauingenieurwesen an der Technischen Hochschule Wien. Während des Ersten Weltkriegs war er als Offizier im Eisenbahnregiment mit dem Bau von Brücken beschäftigt. Im Jahr 1919 legte er an der TH Wien die zweite Staatsprüfung ab, anschließend war er als Ingenieur unter anderem bei der Brückenbaufirma Waagner-Biro tätig und bei der AEG mit der Errichtung von Überlandleitungen beauftragt. 1925 promovierte er an der TH Wien zum Dr. techn. Zu seinen Lehrern zählte Friedrich Hartmann.
Ab 1930 war er als Assistent an der TH Wien tätig, 1934 habilitierte er sich im Bereich Stahlbau. Ab 1. März 1938 bis zu seiner Emeritierung im Jahr 1958 war er ordentlicher Professor am Institut für Elastizitäts- und Festigkeitslehre der TH Wien, im Studienjahr 1948/49 stand er der Fakultät für Bauingenieurwesen als Dekan vor. Im Studienjahr 1949/50 wurde er zum Rektor der Technischen Hochschule Wien gewählt. In seine Amtszeit fiel das Inkrafttreten eines Gesetzes über Erleichterungen beim Erwerb von Doktoraten, das zu einem Anstieg der Zahl der Promovierten führte.
Girkmann war Autor eines Grundlagenwerkes über die Berechnung und Konstruktion ebener und gekrümmter Flächentragwerke sowie Mitherausgeber der Zeitschrift Österreichisches Ingenieur-Archiv. Er starb 1959 im Alter von 69 Jahren.
Seit 2008 wird von der Fakultät für Bauingenieurwesen der Technischen Universität Wien die Karl-Girkmann-Medaille an ausgewählte Persönlichkeiten für ihre Verdienste um die Fakultät verliehen. Preisträger waren Johann Litzka (Dekan der Fakultät, 2008), Christoph Scharff (2014), Herbert Mang (2014), Dieter Gutknecht (2019) und Josef Eberhardsteiner (2023).

## Auszeichnungen
- 1950: wirkliches Mitglied der Österreichischen Akademie der Wissenschaften
- 1953: Wilhelm-Exner-Medaille[1]
- 1955: Ehrendoktorwürde der Technischen Hochschule Graz
- 1959: Goldene Ehrenmünze des Österreichischen Ingenieur- und Architekten-Vereins[4]

## Publikationen (Auswahl)
- 1931: Bemessung von Rahmentragswerken unter Zugrundelegung eines ideal plastischen Stahles, Hölder-Pichler-Tempsky, Wien/Leipzig, Sitzungsberichte der Akademie der Wissenschaften in Wien, mathematisch-naturwissenschaftliche Klasse, Abteilung 2a, Band 140, Heft 9/10, S. 679–728
- 1932: Zur Berechnung zylindrischer Flüssigkeitsbehälter auf Winddruck, Hölder-Pichler-Tempsky, Wien/Leipzig, Sitzungsberichte der Akademie der Wissenschaften in Wien, mathematisch-naturwissenschaftliche Klasse, Abteilung 2a, Band 141, Heft 9/10, S. 651–672
- 1936: Stegblechbeulung unter örtlichem Lastangriff, Hölder-Pichler-Tempsky, Wien/Leipzig, Sitzungsberichte der Akademie der Wissenschaften in Wien, mathematisch-naturwissenschaftliche Klasse, Abteilung 2a, Band 145, Heft 1/2
- 1938 (gemeinsam mit Erwin Königshofer): Die Hochspannungs-Freileitungen, Springer-Verlag, Wien/Berlin, 2. erweiterte Auflage 1952
- 1941: Gleichgewichtsverzweigung an einem querbelasteten Druckstabe, Hölder-Pichler-Tempsky, Wien/Leipzig, Sitzungsberichte der Akademie der Wissenschaften in Wien, mathematisch-naturwissenschaftliche Klasse, Abteilung 2a, Band 150, Heft 9/10, S. 257–279
- 1946: Flächentragwerke: Einführung in die Elastostatik der Scheiben, Platten, Schalen und Faltwerke, Springer-Verlag, Wien, 6. Auflage 1986
- 1952: Elastostatik der Platten und Schalen, Civil Engineering Reference Book, London 1952